# Lạc tiên Eberhard
Lạc tiên Eberhard, tên khoa học Passiflora eberhardtii, là một loài thực vật có hoa trong họ Lạc tiên. Loài này được Gagnep. mô tả khoa học đầu tiên năm 1921.